# Verner Hedlund
Verner Vilhelm Hedlund, född 30 september 1883 i Timrå, död 7 november 1955 i Östersund, var en svensk fattigvårdskonsulent och politiker. (s). 
Hedlund var ledamot av Sveriges riksdags andra kammare från 1914 i Medelpads valkrets för Socialdemokraterna.